# Mohučské kolo

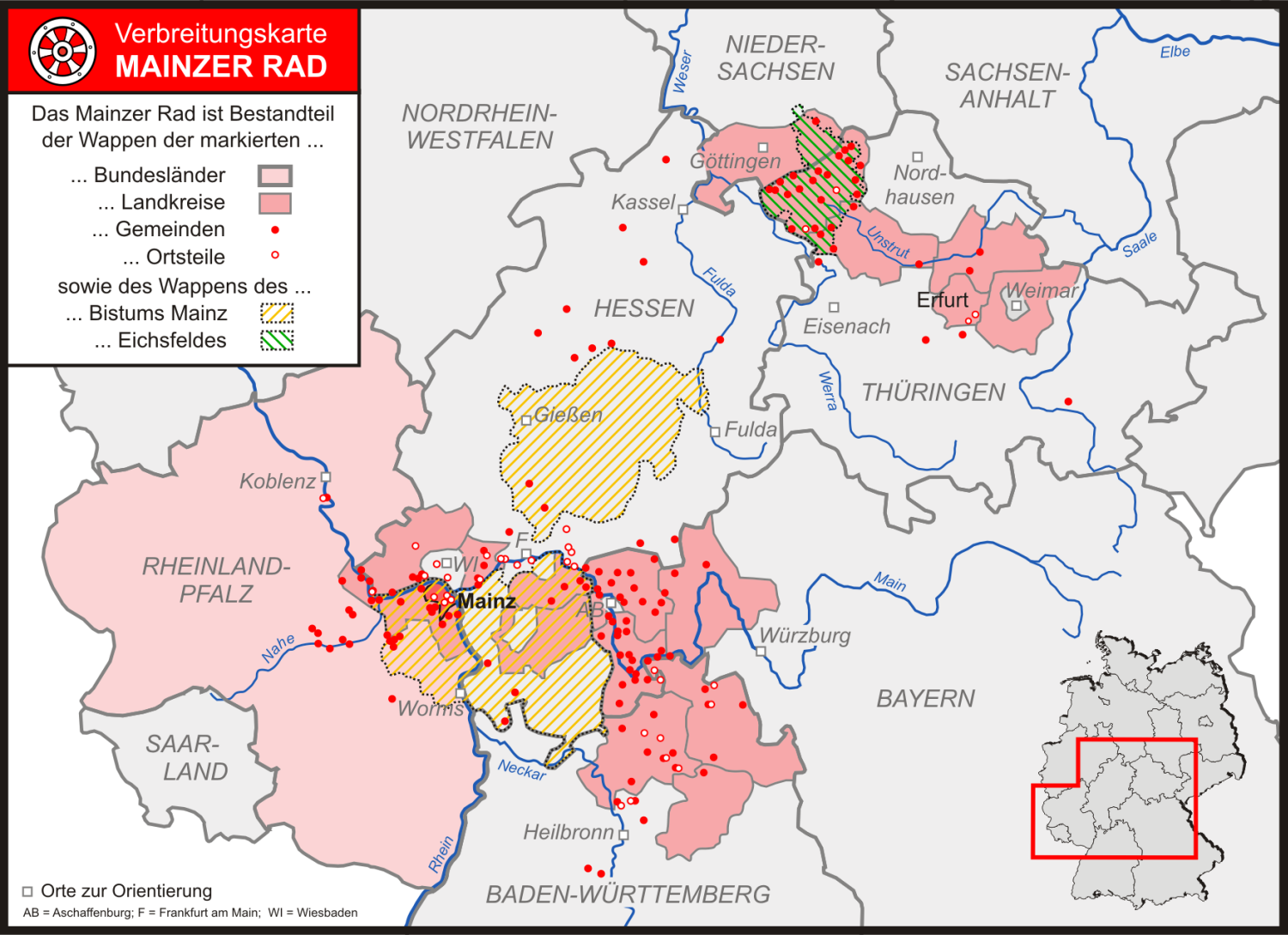
Mapa užití mohučského kola ve znacích spolkové země Porýní-Falc (růžová plocha), okresů (červená plocha), měst a obcí (červené body), městských částí (červenobílé body) a současné mohučské diecéze.

Mohučské kolo je obecná heraldická figura v heraldice mohučského arcibiskupství a územních celků, měst a obcí, jež mu v minulosti podléhaly. Najdeme ho ve znaku spolkové země Porýní-Falc, jež zahrnuje část bývalého mohučského teritoria, dále ve znacích několika zemských okresů v Porýní-Falci, Hesensku a Durynsku, ve znacích více než dvou set měst a obcí, v symbolech vojenských jednotek, sportovních klubů či průmyslových podniků. Ve znaku mohučských kurfiřtů-arcibiskupů (nyní pouze biskupů) je stříbrné kolo o šesti loukotích na červeném poli, ve znaku města Mohuč ve stejných barvách dvě kola spojená křížem.

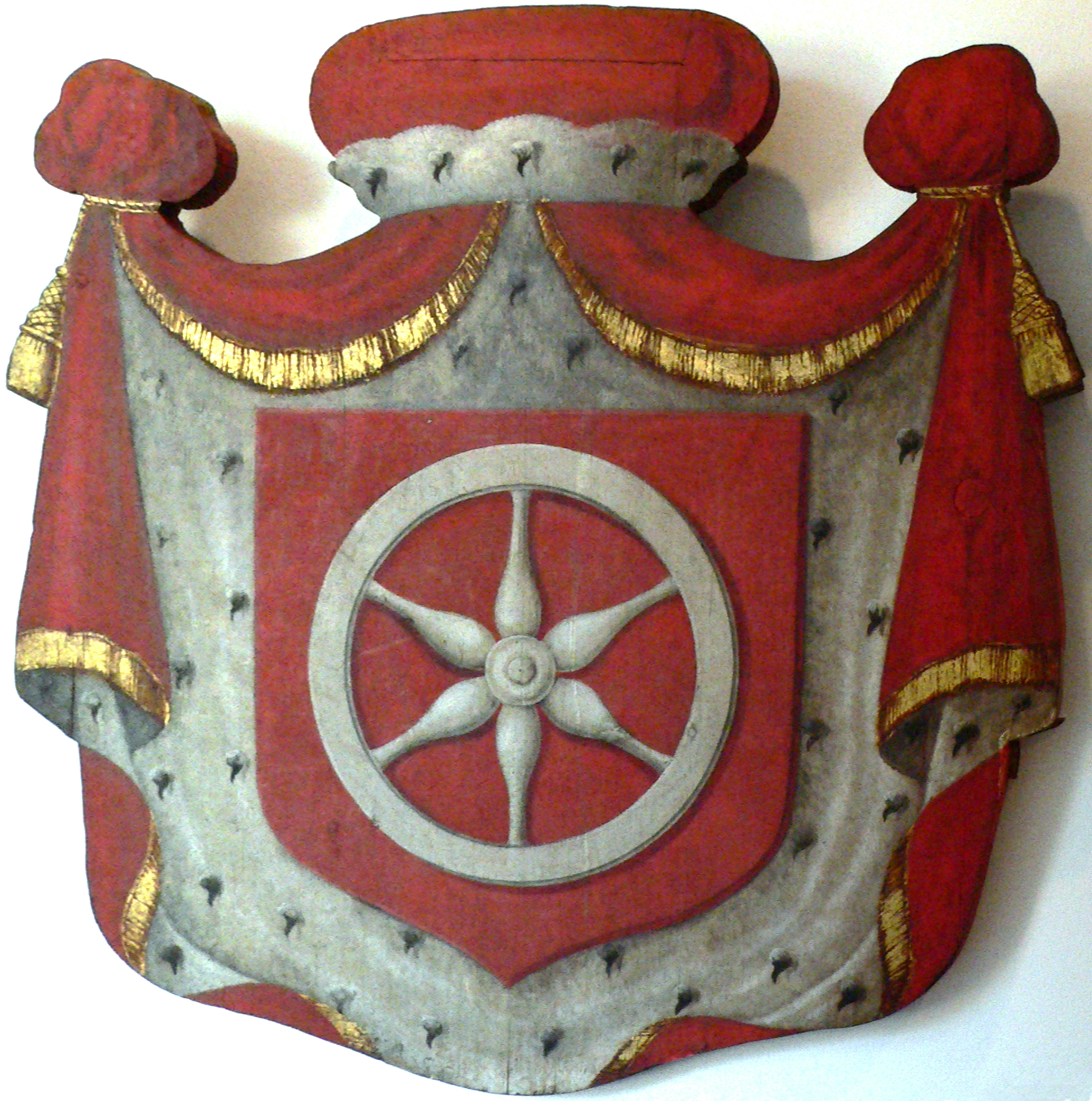
Mohučský kurfiřtský znak v 18. století
Znak města Mohuč před r. 1992
Současná podoba městského znaku.
Znak spolkové země Porýní-Falc
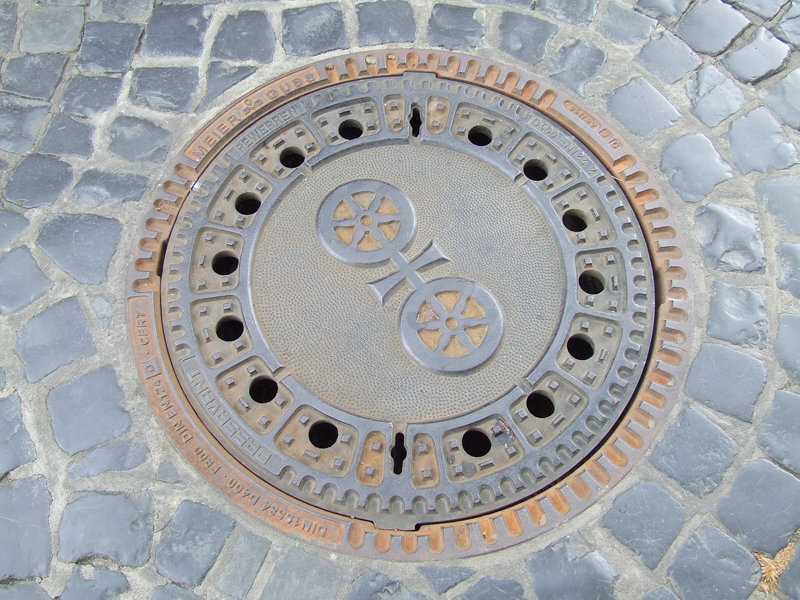
Kanálový poklop v Mohuči.
Znak Erfurtu

Nejstarší doložený výskyt znaku je na mincích arcibiskupa Siegfrieda III. z Eppsteinu (1230-1249) v podobě dvou kol. Původ znaku není jednoznačně doložen, je více pověstí i domněnek. Podle jedné legendy biskup Willigis na přelomu 10. a 11. století byl synem koláře, za což se mu jeho urození nepřátelé posmívali a vymalovali mu kolo na dveře. Podle střízlivějších výkladů pochází mohučské kolo z Kristova monogramu Chí-Ró nebo z atributu svatého Martina, jemuž je zasvěcena mohučská katedrála.